# Un anello da Tiffany
Un anello da Tiffany (Chasing Harry Winston) è un romanzo di Lauren Weisberger del 2008.

## Trama
Il romanzo inizia uno strano lunedì sera, serata in cui Leigh Eisner, giovane editor, non accetta di venire disturbata da nessuno, tantomeno da un ospite inatteso. Quando però apre la porta, si trova davanti la migliore amica Emmy, in lacrime e distrutta. Capisce subito che c'è qualcosa che non va e chiede aiuto ad Adriana, seconda migliore amica, che interviene tempestivamente. Dopo poco, tra cene, sedute di yoga e chiacchiere dall'hairstylist, le tre amiche sanciscono un patto diabolico: dopo aver sopportato per anni i tradimenti dell'ex fedifrago, la timida e morigerata Emmy dovrà cambiare più uomini che scarpe, Adriana, seduttrice per professione, dovrà riuscire a frequentare un solo uomo, mentre Leigh...non sa che proposito proporre per se stessa, ma, complice un anello e un lavoro inaspettato, anche le migliori intenzioni rischiano di andarsene all'inferno. Si sa, quando il diavolo ci mette lo zampino, pardon, la coda...

## Personaggi principali
LEIGH EISNER: tranquilla e pacata junior editor di una famosa casa editrice, fidanzata ad un famoso conduttore televisivo, che tutti le invidiano, è la classica brava ragazza ligia al lavoro. Però, dopo il patto anche per lei qualcosa cambierà. Le sue migliori amiche sono Emmy e Adriana, conosciute entrambe all'università. All'inizio del libro soffre di attacchi d'ansia e di astinenza dal fumo, che, dopo alcuni avvenimenti, passeranno.
EMMY SOLOMON: ragazza di origine ebrea, adora tutto ciò che ha a che fare con la cucina, infatti è manager per un noto chef, lavoro che la porterà a girare il mondo e a smettere di essere una "monogama seriale" dopo che il fidanzato l'ha lasciata per un'istruttrice ventenne e illibata (infatti "smignotterà in lungo e in largo con stranieri sexy e liberi"). Le sue migliori amiche sono Leigh e Adriana, conosciute all'università. Le amiche le rimproverano sempre di essere stata solo con tre uomini in trent'anni.
ADRIANA DE SOUZA: mangiauomini di professione, Adriana è la più ricca di tutte. È figlia di un uomo d'affari e di una ex-modella. È molto bella, bionda e con una carnagione color miele perennemente abbronzata, ed è l'unica che non lavora. Dopo il patto inizierà una relazione con un famoso regista hollywoodiano conosciuto per caso, Tobias Baron. Avrà una rubrica su "Marie Claire" e, per lavoro, si trasferirà a Los Angeles.